# Giemlice
Giemlice is een plaats in het Poolse district  Gdański, woiwodschap Pommeren. De plaats maakt deel uit van de gemeente Cedry Wielkie en telt 253 inwoners.

## Verkeer en vervoer
- Station Giemlice